# Leah Neale
Leah Neale, född 1 augusti 1995, är en australisk simmare.

## Karriär
I juni 2022 vid VM i Budapest var Neale en del av Australiens kapplag som tog silver på 4×200 meter frisim. Hon erhöll även två guld efter att simmat försöksheaten på 4×100 meter frisim och 4×100 meter mixed frisim, där Australien sedermera tog medalj i finalerna.
I december 2022 vid kortbane-VM i Melbourne var Neale en del av Australiens kapplag som tog guld och noterade ett nytt världsrekord på 4×200 meter frisim. Hon erhöll ytterligare ett guld efter att simmat försöksheatet på 4×100 meter frisim, där Australien sedermera tog medalj i finalen.